# Thomas Forstner

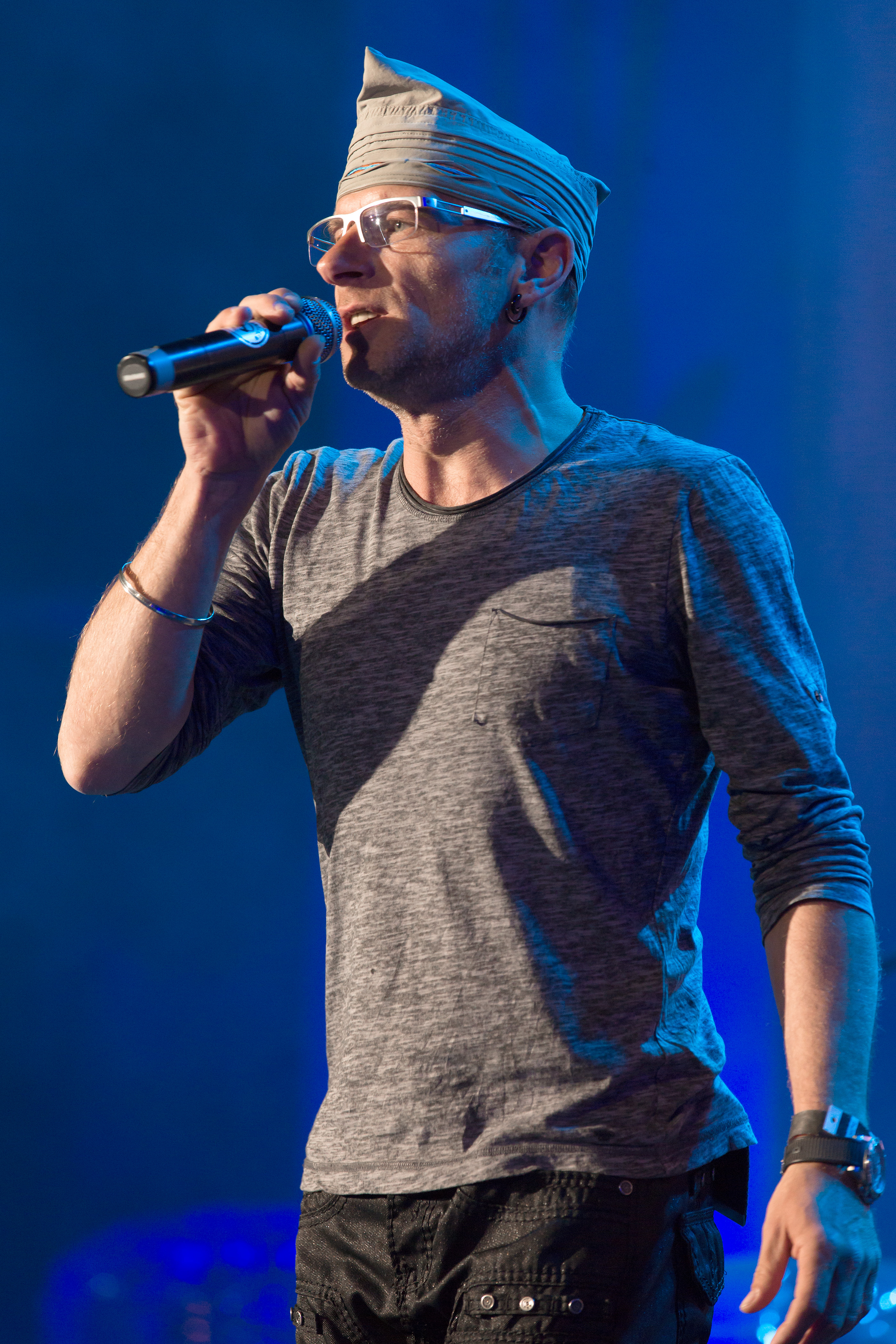
Forstner framträder vid ett event under Eurovision Song Contest 2015 i Wien.

Thomas Forstner, född 3 december 1969 i Deutsch-Wagram, Österrike, är en österrikisk sångare som är mest känd för att ha representerat Österrike i Eurovision Song Contest två gånger. Han representerade landet 1989 och 1991. 1989 framförde han låten Nur ein Lied som var skriven av Dieter Bohlen. Denna låt hamnade på 5:e plats. Detta var Österrikes bästa placering sedan 1966 då de vann tävlingen. Låten ansågs också ha goda chanser att vinna tävlingen. 1991 sjöng han låten Venedig im Regen som hamnade på sista plats i tävlingen.

## Diskografi
- 1987 South African Children (SI)
- 1988 Vera (SI)
- 1989 Nur ein Lied (07INCH45)
- 1989 Nur ein Lied (MX)
- 1989 Wenn Nachts die Sonne scheint / Don't Say Goodbye Tonight (07INCH45, 12INCH45)
- 1989 Song of Love (SI)
- 1990 Wenn der Himmel brennt (CD-SI)
- 1990 V/A: 16 Megahits (CD)
- 1991 Venedig im Regen (SI), Miles Away (SI)
- 1994 Voll erwischt (CD-SI)
- 2001 You're in the army now (pseud. STG77) (MX)
- 2002 Hello (pseud. Vincent Parker) (MX)